# Heinz-Hermann Krüger
Heinz-Hermann Krüger (* 20. November 1947) ist ein deutscher Erziehungswissenschaftler und ab 1991 Professor für Allgemeine Erziehungswissenschaft an der Martin-Luther-Universität Halle-Wittenberg. 2016 wurde er emeritiert.

## Leben und Wirken
Von 1968 bis zum 1. Staatsexamen für das Lehramt an Gymnasien im Jahr 1972 studierte Krüger Pädagogik, Germanistik, Soziologie und Philosophie an der Universität Bochum. 1976 erfolgte die Promotion in Erziehungswissenschaft zum Dr. phil. bei Jakob Muth und Klaus Schaller. Von 1973 bis 1986 arbeitete er als wissenschaftlicher Assistent für Allgemeine Pädagogik an der Universität Dortmund, wo er 1982 mit einer schultheoretischen Studie habilitiert hat. Nach Tätigkeiten als Leiter eines DFG-Projektes an der Fernuniversität Hagen und zwei Lehrstuhlvertretungen an der Universität Marburg ist Heinz-Hermann Krüger seit 1991 Professor für Allgemeine Erziehungswissenschaft an der Martin-Luther-Universität Halle. Er hat inzwischen 29 Monografien (davon eine in Englisch, eine in Polnisch, eine in Koreanisch), 53 Herausgeberbände (davon sieben in Englisch) sowie über 250 Artikel in peerreviewten Zeitschriften und Sammelbänden (davon 18 in Englisch, zwei in Portugiesisch und zwei in Polnisch) publiziert.
Seine Arbeitsgebiete sind:
- Kindheits- und Jugendforschung
- Schul-, Hochschul- und Arbeitsmarktforschung
- Wissenschaftsforschung
- Theorien und Forschungsmethoden der Erziehungswissenschaft

## Schriften (Auswahl)
- Einführung in Theorien und Methoden der Erziehungswissenschaft. 6. Aktualisierte Auflage. UTB/Barbara Budrich. Opladen/Toronto 2012. ISBN 978-3-8252-8508-1
- Erziehungs- und Bildungswissenschaft als Wissenschaftsdisziplin. UTB/Barbara Budrich. Opladen/Toronto 2019. ISBN 978-3-8252-5272-4
- mit Thomas Rauschenbach: Einführung in die Arbeitsfelder des Bildungs- und Sozialwesens. 5. Aktualisierte Auflage. UTB/Barbara Budrich. Opladen/Toronto 2012. ISBN 978-3-8252-8495-4
- mit Aline Deinert und Maren Zschach: Jugendliche und ihre Peers. Verlag Barbara Budrich. Opladen/Toronto 2012. ISBN 978-3-86649-460-2
- mit Werner Helsper: Elite und Exzellenz im deutschen Bildungssystem. Nationale und internationale Perspektiven. 19. Sonderheft der Zeitschrift für Erziehungswissenschaft. Wiesbaden 2014. ISSN 1434-663X
- mit Claire Maxwell u. a.: Elite Education and Internationalisation. Palgrave McMillan. London 2018. ISBN 978-3-319-59966-3
- mit Cathleen Grunert und Katja Ludwig: Handbuch Kindheits- und Jugendforschung. 3. Aktualisierte und erweiterte Auflage. Springer VS, Wiesbaden 2022. ISBN 978-3-658-24776-8

Herausgeberschaften und Funktionen
- Seit 1998 Mitherausgeber und Schriftleitung der Zeitschrift für Erziehungswissenschaft
- Seit 1998 Mitherausgeber der Zeitschrift für Qualitative Forschung (vormals Zeitschrift für qualitative Bildungs-, Beratung- und Sozialforschung)
- Seit 2006 Mitherausgeber der Zeitschrift Diskurs Kindheits- und Jugendforschung
- 2004 bis 2012 Mitglied im Fachkollegium Erziehungswissenschaft der Deutschen Forschungsgemeinschaft, 2008 bis 2012 zudem Sprecher des Fachkollegiums
- 2011 bis 2015 Sprecher der DFG-Forschergruppe Mechanismen der Elitebildung im deutschen Bildungssystem, von 2015 bis 2019 stellv. Sprecher der DFG-Forschergruppe
- seitdem Senior Research Fellow in verschiedenen u. a. auch von der DFG finanzierten Forschungsprojekten